# Hochschule für Architektur, Bau und Geomatik
Die Hochschule für Architektur, Bau und Geomatik FHNW ist eine der zehn Hochschulen der Fachhochschule Nordwestschweiz. Ihr Hauptsitz befindet sich in Muttenz in der Schweiz. Einige Weiterbildungen werden zudem an den FHNW-Standorten in Olten und Brugg-Windisch durchgeführt.

## Geschichte
- 1963 Aufnahme des Studienbetriebs mit der vermessungstechnischen Abteilung des neu gegründeten Technikums beider Basel (HTL) (später Ingenieurschule beider Basel IBB)
- 1970 Gründung der Abteilung Bauingenieurwesen und Architektur (1972), 1982 Beginn des Nachdiplomstudiums Energie (NDS-E)
- 1997 Gründung des Departements Bau der Fachhochschule beider Basel FHBB
- 2006 Gründung der Hochschule für Architektur, Bau und Geomatik der Fachhochschule Nordwestschweiz
- 2018 Gründung Institut Digitales Bauen
- 2021 Umbenennung des Instituts Energie am Bau zu Institut Nachhaltigkeit und Energie am Bau
- 2021 Einführung neuer Studiengang: Master of Science FHNW in Virtual Design and Construction (VDC)[2]

## Studiengänge
Die Hochschule für Architektur, Bau und Geomatik FHNW bietet Bachelor- und Master-Studiengänge auf dem Gebiet der Architektur, des Bauingenieurwesens, des Digitalen Bauens und der Geomatik an. In Kooperation mit der Hochschule für Technik wird ausserdem der Studiengang Energie- und Umwelttechnik angeboten.

## Weiterbildung
Das Weiterbildungs-Angebot der Hochschule umfasst über 30 CAS, DAS und MAS in den Bereichen Bauleitung, Bauphysik, Betoningenieurwesen, Digitales Bauen, Energie am Bau, Geomatik, Immobilienbewertung und Nachhaltig und gesund bauen.

## Institute
Die Hochschule für Architektur, Bau und Geomatik besteht aus folgenden fünf Instituten:
- Institut Architektur
- Institut Bauingenieurwesen
- Institut Geomatik
- Institut Nachhaltigkeit und Energie am Bau
- Institut Digitales Bauen